# Hogna galapagoensis
Hogna galapagoensis là một loài nhện trong họ Lycosidae.
Loài này thuộc chi Hogna. Hogna galapagoensis được Richard C. Banks miêu tả năm 1902.